# 야노 교코
야노 교코(일본어: 矢野 喬子, 1984년 6월 3일~)는 일본의 은퇴한 여자 축구 선수이다.

## 국가대표팀 경력
그녀는 2003년 AFC 여자 축구 선수권 대회에 참가할 일본 국가대표팀에 발탁되었으며, 6월 11일 괌와의 경기에서 데뷔했다. 3번의 FIFA 여자 월드컵, 3번의 하계 올림픽에도 출전했다. 2011년 FIFA 여자 월드컵 우승, 2012년 하계 올림픽 은메달 획득에 기여. 그녀는 2012년까지 국제 A매치 74경기에 출전, 1득점을 넣었다.

## 통계
| 일본 | 일본 | 일본 |
| 연도 | 출전 | 득점 |
| ---- | ---- | ---- |
| 2003 | 9    | 1    |
| 2004 | 5    | 0    |
| 2005 | 5    | 0    |
| 2006 | 16   | 0    |
| 2007 | 6    | 0    |
| 2008 | 10   | 0    |
| 2009 | 1    | 0    |
| 2010 | 13   | 0    |
| 2011 | 4    | 0    |
| 2012 | 5    | 0    |
| 통산 | 74   | 1    |